# Поремба, Богдан
Богдан Поремба (пол. Bohdan Poręba, настоящее имя Ежи Богуслав Поремба, пол. Jerzy Bogusław Poręba; 5 апреля 1934, Вильно — 25 января 2014) — польский режиссёр театра, кино и телевидения, сценарист, публицист, политик.

## Биография
В 1955 году окончил Государственную высшую киношколу в Лодзи.
В начале своего творческого пути снимал короткометражные документальные фильмы:
- «Nord FF1» (1954),
- «I dla nas słońce świeci» (1956),
- «Apel poległych» (1957),
- «Wyspa wielkiej nadziei» (1957) и др.

С 1963 по 1979 год работал театральным режиссёром.
С 1986 до 1989 — руководитель Драматического театра в Гдыне. В 1987—1989 — член Комитета кинематографии Польши.
С 1969 года — член ПОРП. Активный деятель Общества польско-советской дружбы. В 1980-х был противником профсоюза Солидарность, принадлежал к «партийному бетону». Один из организаторов и идеологов Патриотического объединения «Грюнвальд», активист Ассоциации «Реальность», сподвижник Рышарда Гонтажа. Сторонник национал-коммунистической линии Альбина Сивака. В политической риторике Порембы марксистско-ленинские стороны соединялись с националистическими. Участвовал в публичных акциях осуждения репрессий 1940—1950-х, виновниками которых члены «Грюнвальда» считали «сионистскую клику Бермана». Политические оппоненты отмечали в воззрениях Порембы антисемитские мотивы (характерные для сторонников Сивака). В январе 1990 году Поремба стал одним из немногих делегатов XI съезда ПОРП, голосовавших против самороспуска партии.
В ходе парламентских выборов 1993 года руководил избирательной кампанией Самообороны Республики Польша.
В 2007 году вступил в партию националистически-антиглобалистской направленности — Польское национальное сообщество. Почётный член Народно-рабочего Фронта.
25 января 2014 года скончался. Похоронен на Северном коммунальном кладбище в Варшаве (штаб-квартира W-XX-1-9-2).

### Семья
Состоял в браке с польской поэтессой и писательницей Люциной Якубяк (Lucyna Jakubiak).

## Избранная фильмография

### Режиссёр
- 1959 — Лунатики / Lunatycy
- 1961 — Дорога на запад / Droga na zachód
- 1963 — Далека дорога / Daleka jest droga
- 1969 — Гневко, сын рыбака / Gniewko, syn rybaka (исторический телевизионный сериал)
- 1970 — Правде в глаза / Prawdzie w oczy
- 1973 — Майор Хубаль / Hubal
- 1975 — Ярослав Домбровский (Польша-СССР)
- 1977 — Где вода чиста и трава зелена / Gdzie woda czysta i trawa zielona
- 1980 — Возрождение Польши / Polonia Restituta, (в 1982 году — одноимённый телевизионный сериал)
- 1983 — Катастрофа в Гибралтаре / Katastrofa w Gibraltarze
- 1986 — Золотой поезд / Złoty pociąg (Польша-Румыния)
- 1988 — Пенелопы / Penelopy
- 1991 — Седая легенда (Польша-СССР)

### Сценарист
- 1959 — Лунатики / Lunatycy
- 1965 — Над Одером / Nad Odrą
- 1970 — Правде в глаза / Prawdzie w oczy

## Награды и призы
- Кавалерский крест Ордена Возрождения Польши
- Командорский крест Ордена Возрождения Польши (1983)
- Золотая Медаль «За заслуги при защите страны» (1978)
- Медаль «За заслуги перед Варшавой»
- Заслуженный деятель культуры
- Премия польских кинокритиков «Золотая Сиренка» (1957)
- Grand Prix на Международном кинофестивале в Сопоте (1973)